# Mordella curticornis
Mordella curticornis es una especie de coleóptero de la familia Mordellidae.

## Distribución geográfica
Habita en Fujian (China).